# 100897 П'ятра-Нямц
100897 П'ятра-Нямц (100897 Piatra Neamt) — астероїд головного поясу, відкритий 5 травня 1998 року.
Тіссеранів параметр щодо Юпітера — 3,670.